# رینو کاتاسه
رینو کاتاسه (انگلیسی: Rino Katase؛ زادهٔ ۸ مهٔ ۱۹۵۷) هنرپیشه اهل ژاپن است. از فیلم‌هایی که وی در آن نقش داشته است، می‌توان به برادر اشاره کرد.